# Campeonato Carioca de Futebol de 1923
O Campeonato Carioca de Futebol de 1923 foi a 19ª edição da principal divisão do futebol no Rio de Janeiro. A disputa ocorreu entre 15 de abril e 26 de agosto e foi organizada pela Liga Metropolitana de Desportos Terrestres (LMDT). O torneio foi vencido pelo Vasco da Gama, sendo o primeiro título de um clube de fora da Zona Sul ou Tijuca, até então os polos futebolísticos da cidade e da aristocracia. A equipe do Vasco da Gama tinha, a época, a alcunha de Os Camisas Negras, devido à cor de seu uniforme. O título do Vasco foi, também, o primeiro de uma equipe composta por jogadores negros, mulatos e operários, o que causou enorme repercussão à época, já que o futebol era um esporte praticado sobretudo pela aristocracia inglesa. Considera-se que o campeonato vencido pelo Vasco em 1923 foi um marco na vitória sobre o racismo no futebol brasileiro.

## Regulamento
Assim como nas edições anteriores, os 16 participantes foram divididos entre as Série A e B de acordo com a classificação do ano anterior. Os participantes enfrentaram os adversários da sua própria série em dois turnos e, ao final, a equipe de melhor campanha foi declarada campeã da série.
O primeiro colocado da Série A enfrentaria o primeiro colocado da Série B para definir o campeão carioca. Antes, porém, o campeão da Série B tinha de enfrentar o último colocado da Série A para definir o clube que disputaria a Série A do campeonato do ano seguinte. Caso a partida fosse vencida por este último, seria declarado campeão da cidade o primeiro colocado da Série A.
A equipe de pior campanha da Série B enfrentou a campeã da Segunda Divisão para determinar quem participaria da Série B do campeonato do ano seguinte.

## Série A da 1ª Divisão

### Equipes participantes
| Equipe                        | Bairro, Cidade                | Em 1922         | Estádio                             | Capacidade      | Títulos            | Participações |
| ----------------------------- | ----------------------------- | --------------- | ----------------------------------- | --------------- | ------------------ | ------------- |
| America Football Club         | Tijuca, Rio de Janeiro        | 1º              | Rua Campos Sales                    | 15 000          | 3 (último em 1922) | 15            |
| Andarahy Athletico Club       | Vila Isabel, Rio de Janeiro   | 6º              | Rua Prefeito Serzedello Corrêa      | ?               | 0                  | 7             |
| Bangu Athletic Club           | Bangu, Rio de Janeiro         | 5º              | Rua Ferrer                          | 8 000           | 0                  | 11            |
| Botafogo Football Club        | Botafogo, Rio de Janeiro      | 4º              | Rua General Severiano               | 20 000          | 3 (último em 1912) | 17            |
| Club de Regatas do Flamengo   | Flamengo, Rio de Janeiro      | 2º              | Rua Paysandu                        | 10 000          | 4 (último em 1921) | 11            |
| Fluminense Football Club      | Laranjeiras, Rio de Janeiro   | 3º              | Laranjeiras                         | 25 000          | 8 (último em 1919) | 17            |
| São Christóvão Athletico Club | São Cristóvão, Rio de Janeiro | 7º              | Rua Figueira de Mello               | 10 000          | 0                  | 11            |
| Club de Regatas Vasco da Gama | São Cristóvão, Rio de Janeiro | 1º (na Série B) | Rua General Severiano e Laranjeiras | 20 000 e 25 000 | 0                  | 0 (1ª vez)    |

### Classificação Final
|  | v d e |

### Confrontos
|               | AME | AND | BAN | BOT | FLA | FLU | SCR | VAS |
| ------------- | --- | --- | --- | --- | --- | --- | --- | --- |
| America       | —   | 2–1 | 3–3 | 1–0 | 1–3 | 2–4 | 0–0 | 0–1 |
| Andarahy      | 0–0 | —   | 2–2 | W–O | 3–2 | 2–2 | 0–0 | 1–3 |
| Bangu         | 6–1 | 2–0 | —   | 3–5 | 3–3 | 1–5 | 1–2 | 2–2 |
| Botafogo      | 0–1 | 2–4 | 0–2 | —   | 1–4 | 1–2 | 2–3 | 1–3 |
| Flamengo      | 1–3 | 4–1 | 6–0 | 4–1 | —   | 1–1 | 2–1 | 1–3 |
| Fluminense    | 3–1 | 3–3 | 6–0 | 3–5 | 2–2 | —   | 0–1 | 1–2 |
| São Cristóvão | 1–4 | 6–2 | 5–1 | 6–1 | 1–3 | 4–1 | —   | 2–3 |
| Vasco         | 2–1 | 1–1 | 3–2 | 3–2 | 2–3 | 1–0 | 3–2 | —   |

     Vitória do mandante;
     Empate;
     Vitória do visitante.

### Prova eliminatória da série A
| 14 de outubro | Botafogo          | 3 – 1 | Villa Isabel | Laranjeiras, Rio de Janeiro                       |
|               | Neco · Alkindar , |       | Lalá         | Árbitro: Arthur Antunes de Moraes e Castro "Laís" |

Com esta vitória, o Botafogo garantiu sua permanência na Série A do Carioca de 1924 e acabou com a necessidade da partida entre Vasco da Gama e Villa Isabel, campeões das Séries A e B, respectivamente. O Vasco da Gama, portanto, foi declarado campeão carioca.

## Série B da 1ª Divisão

### Equipes participantes
| Equipe                     | Bairro, Cidade                    | Em 1922                 | Estádio                        | Capacidade | Títulos |
| -------------------------- | --------------------------------- | ----------------------- | ------------------------------ | ---------- | ------- |
| Americano Football Club    | Engenho de Dentro, Rio de Janeiro | 3º (na Série B)         | Sem sede fixa                  | -          | 0       |
| Carioca Football Club      | Jardim Botânico, Rio de Janeiro   | 4º (na Série B)         | Estrada Dona Castorina         | ?          | 0       |
| Palmeiras Atlético Clube   | São Cristóvão, Rio de Janeiro     | 5º (na Série B)         | Rua Prefeito Serzedello Corrêa | ?          | 0       |
| River Football Club        | Piedade, Rio de Janeiro           | 1º (na Segunda Divisão) | Rua João Pinheiro              | ?          | 0       |
| Sport Club Brasil          | Botafogo, Rio de Janeiro          | 2º (na Segunda Divisão) | Rua Paysandu                   | 10 000     | 0       |
| Sport Club Mackenzie       | Méier, Rio de Janeiro             | 7º (na Série B)         | Sem sede fixa                  | -          | 0       |
| Sport Club Mangueira       | Tijuca, Rio de Janeiro            | 6º (na Série B)         | Rua Desembargador Isidro       | -          | 0       |
| Villa Isabel Futebol Clube | Vila Isabel, Rio de Janeiro       | 2º (na Série B)         | Campo do Jardim Zoológico      | ?          | 0       |

### Classificação final
|  | v d e |

Nota: Villa Isabel e Mangueira terminaram o campeonato empatados em número de pontos. Como na época não havia critérios de desempate, o título foi decidido, então, em uma partida extra, decidida na prorrogação.

#### Partida-desempate da Série B
| 20 de setembro | Villa Isabel | 3 – 2 (pro.) | Mangueira | Rua General Severiano, Rio de Janeiro |
|                |              |              |           |                                       |

Com esta vitória, o Villa Isabel se classificou para a disputa da Prova eliminatória da Série A, contra o último colocado da Série A do mesmo ano, o Botafogo, que viria a ganhar a disputa.

### Confrontos
|              | AFC  | BRA | CAR | MAC | MAN | PAL | RIV    | VIL |
| ------------ | ---- | --- | --- | --- | --- | --- | ------ | --- |
| Americano FC | —    | 2–1 | 2–3 | 0–1 | 1–6 | 2–3 | 2–3[a] | 1–4 |
| SC Brasil    | 6–0  | —   | 1–5 | 2–3 | 0–1 | 4–1 | 2–0    | 3–2 |
| Carioca      | 7–2  | 7–2 | —   | 3–1 | 1–3 | 5–0 | 3–1    | 1–2 |
| Mackenzie    | 7–1  | 3–4 | 1–2 | —   | 2–0 | 4–0 | 1–1    | 3–2 |
| Mangueira    | 2–0  | 2–1 | 1–0 | 1–0 | —   | 1–2 | 3–1    | 0–0 |
| Palmeiras    | 1–2  | 2–1 | 0–0 | 0–2 | 1–4 | —   | 1–3    | 0–3 |
| River        | 3–0  | 2–0 | 2–0 | 3–5 | 1–1 | 1–1 | —      | 2–2 |
| Villa Isabel | 10–0 | 3–1 | 1–0 | 4–3 | 2–2 | 3–1 | 4–0    | —   |

- a. ^ O mando de campo foi invertido e passado para o River.

     Vitória do mandante;
     Empate;
     Vitória do visitante.

### Prova eliminatória da série B
| 9 de setembro | Hellenico | 2 – 0 | Americano FC | Rua Paysandu, Rio de Janeiro |
| 13:30         | ,         |       |              |                              |

Com esta vitória, o Hellenico, campeão da Segunda Divisão, conseguiu a promoção para a Primeira Divisão de 1924 - Série B enquanto o Americano FC foi rebaixado para a Segunda Divisão de 1924.

## O Campeão

Uniforme dos Camisas Negras

O Campeonato Carioca de 1923 teve como vencedor o Vasco da Gama, grande centro do sport náutico com seu pequeno campo na rua Moraes e Silva no Maracanã, (Zona Norte). Esta foi a primeira vez, até então, que de um clube de fora da Zona Sul ou Tijuca, até então os polos futebolísticos da cidade e da aristocracia,< vencia o campeonato. Além disso, foi a segunda vez que um clube fora dos chamados  "Quatro Grandes"  da época (América, Botafogo, Flamengo e Fluminense) venceu o certame, com a exceção do título do Payssandu em 1912.
A equipe do Vasco da Gama tinha, a época, a alcunha de Os Camisas Negras, devido à cor de sua camisa. O título do Vasco foi, também, o primeiro de uma equipe composta por jogadores pobres, negros, mulatos, comerciários e operários, o que causou enorme repercussão à época, rompendo com o paradigma de que somente os grandes clubes do então Distrito Federal detinham a supremacia de títulos conquistados, cujo futebol era praticado sobretudo pela elite carioca. Considera-se que o campeonato vencido pelo Vasco em 1923 foi um marco na vitória sobre o racismo no futebol brasileiro.

### A Campanha

#### 1º Turno
| 15 de abril de 1923 | Vasco da Gama | 1–1 | Andarahy | Rua General Severiano, Rio de Janeiro |
|                     | Torterolli    |     |          |                                       |

| 22 de abril de 1923 | Botafogo | 1–3 | Vasco da Gama             | Rua General Severiano, Rio de Janeiro |
|                     |          |     | Mingote , Paschoal , Cecy |                                       |

| 29 de abril de 1923 | Flamengo | 1–3 | Vasco da Gama  | Rua Paysandu, Rio de Janeiro |
|                     |          |     | Cecy , Negrito |                              |

| 13 de maio de 1923 | America | 0–1 | Vasco da Gama | Rua Campos Sales, Rio de Janeiro |
|                    |         |     | Arlindo       |                                  |

| 20 de maio de 1923 | Vasco da Gama | 1–0 | Fluminense | Laranjeiras, Rio de Janeiro |
|                    | Arlindo       |     |            |                             |

| 03 de junho de 1923 | Vasco da Gama     | 3–2 | Bangu | Laranjeiras, Rio de Janeiro |
|                     | Arlindo , Negrito |     |       |                             |

| 10 de junho de 1923 | São Cristóvão | 2–3 | Vasco da Gama                         | Rua Figueira de Melo, Rio de Janeiro |
|                     |               |     | Lucio (contra) , Torterolli , Arlindo |                                      |

#### 2º Turno
| 24 de junho de 1923 | Andarahy | 1–3 | Vasco da Gama | Rua Prefeito Serzedello Corrêa, Rio de Janeiro |
|                     |          |     | Cecy , Bolão  |                                                |

| 01 de julho de 1923 | Vasco da Gama | 3–2 | Botafogo       | Laranjeiras, Rio de Janeiro |
|                     |               |     | Arlindo , Cecy |                             |

| 08 de julho de 1923 | Vasco da Gama  | 2–3 | Flamengo | Laranjeiras, Rio de Janeiro |
|                     | Cecy , Arlindo |     |          |                             |

| 22 de julho de 1923 | Vasco da Gama         | 2–1 | America | Laranjeiras, Rio de Janeiro |
|                     | Nicolino , Torterolli |     |         |                             |

| 29 de julho de 1923 | Fluminense      | 1–2 | Vasco da Gama | Laranjeiras, Rio de Janeiro |
|                     | Pires , Negrito |     |               |                             |

| 12 de agosto de 1923 | Vasco da Gama  | 3–2 | São Cristóvão | Rua General Severiano, Rio de Janeiro |
|                      | Negrito , Cecy |     |               |                                       |

| 19 de agosto de 1923 | Bangu           | 2–2 | Vasco da Gama | Rua Ferrer, Rio de Janeiro |
|                      | Bolão , Negrito |     |               |                            |

### Time-base
| Gol    | Zaga                      | Meio-campo            | Ataque                                   | Técnico       |
| ------ | ------------------------- | --------------------- | ---------------------------------------- | ------------- |
| Nélson | Leitão Mingote ( Cláudio) | Nicolino Bolão Arthur | Paschoal Torterolli Arlindo Cecy Negrito | Ramón Platero |

## Artilharia
| Pos. | Jogador               | Equipe        | Gols |
| ---- | --------------------- | ------------- | ---- |
| 1    | Nonô                  | Flamengo      | 17   |
| 2    | Chiquinho             | America       | 13   |
| 2    | Ismael                | Mackenzie     | 13   |
| 2    | Vadinho               | SC Brasil     | 13   |
| 5    | Nilo                  | Botafogo      | 12   |
| 5    | José Manoel Coelho    | Fluminense    | 12   |
| 5    | Cid                   | Villa Isabel  | 12   |
| 8    | Arthur "Bahianinho"   | São Cristóvão | 11   |
| 8    | Junqueira             | Flamengo      | 11   |
| 10   | Durval                | Mackenzie     | 10   |
| 11   | Zezé                  | Fluminense    | 9    |
| 11   | Lalá                  | Villa Isabel  | 9    |
| 13   | Arlindo               | Vasco da Gama | 8    |
| 13   | Sílvio Moreira "Cecy" | Vasco da Gama | 8    |
| 13   | Antuérpia             | Carioca       | 8    |
| 13   | Henrique              | Villa Isabel  | 8    |
| 13   | Mazzeo I              | Mangueira     | 8    |

## Classificação Final
|  | v d e |

## Premiação
| Campeonato Carioca de 1923        |
| --------------------------------- |
| Rio de Janeiro                    |
| VASCO DA GAMA Campeão (1º título) |